# Cyklopentadienylový radikál
Cyklopentadienylový radikál, zkráceně cyklopentadienyl, je radikál se vzorcem C5H5, odvozený od cyklopentadienu
Cyklopentadienylový anion, odvoditelný od radikálu jednoelektronovou redukcí, je aromatický a vytváří soli a komplexy.